# Maswa (Distrikt)
Maswa ist ein Distrikt in der tansanischen Region Simiyu mit dem Verwaltungszentrum in der Stadt Maswa. Der Distrikt grenzt im Norden an den Distrikt Itilima, im Osten an den Distrikt Meatu und im Süden und im Westen an die Region Mwanza.

## Geographie
Maswa ist 3398 Quadratkilometer groß und hat rund 427.864 Einwohner (Volkszählung 2022) und ist der südwestlichste Distrikt der Region Simiyu. Er liegt zwischen 1200 und 1300 Meter über dem Meer. Das Klima ist halbtrocken, es regnet zwischen 450 und 1000 Millimeter im Jahr. Die Niederschläge nehmen von Norden nach Süden und von Westen nach Osten ab. Sie fallen in zwei Regenzeiten, kürzere Schauer von Mitte November bis Mitte Januar, längere Regen in den Monaten März, April und Mai. Die Durchschnittstemperatur liegt bei 26 Grad Celsius. Weite Flächen sind nur spärlich bewachsen, die Bodenfruchtbarkeit ist unterdurchschnittlich.

## Geschichte
Maswa wurde im Jahr 1977 als eigener Distrikt gegründet. Im Jahr 2012 kam der Distrikt von der Region Shinyanga zur Region Simiyu.

## Verwaltungsgliederung
Der Distrikt ist in 36 Bezirke (Wards) gegliedert:
- Badi
- Binza
- Buchambi
- Budekwa
- Bugarama
- Busangi
- Busilili
- Dakama
- Ipililo
- Isanga
- Jija
- Kulimi
- Lalago
- Malampaka
- Masela
- Mataba
- Mbaragane
- Mpindo
- Mwabaratulu
- Mwamanenge
- Mwamashimba
- Mwang'honoli
- Mwabayanda
- Ng'wigwa
- Nguliguli
- Nyabubinza
- Nyalikungu
- Kadoto
- Sangamwalugesha
- Senani
- Seng'wa
- Shanwa
- Shishiyu
- Sola
- Sukuma
- Zanzui

| Die größte ethnische Gruppe in Maswa sind die Sukuma, daneben gibt es auch Waha, Nyilamba, Nyantuzu und Kurya. Von 2002 bis 2012 stieg die Bevölkerungsanzahl um dreizehn Prozent, wobei die Zunahme im ländlichen Bereich stärker war, die Bevölkerungszahl im städtischen Bereich sank leicht. Von den über Fünfjährigen konnten 56 Prozent Swahili und sieben Prozent Englisch und Swahili lesen und schreiben, 37 Prozent waren Analphabeten (Stand 2012). Im Jahr 2022 lebten 427.864 Menschen in 65.756 Haushalten. Bevölkerungswachstum: \| Volkszählung \| Einwohner \| \| ------------ \| --------- \| \| 1988 \| 220.432 \| \| 2002 \| 304.402 \| \| 2012 \| 344.125 \| \| 2022 \| 427.8643 \| | Hier fehlt eine Grafik, die leider im Moment aus technischen Gründen nicht angezeigt werden kann. Wir arbeiten daran! |
| Volkszählung | Einwohner |
| 1988 | 220.432 |
| 2002 | 304.402 |
| 2012 | 344.125 |
| 2022 | 427.8643 |

## Einrichtungen und Dienstleistungen
- Bildung: Im Distrikt gibt es 123 Grundschulen, davon sind 121 öffentlich und zwei sind Privatschulen. Von den 40 weiterführenden Schulen sind 36 staatlich und 4 privat. Daneben gibt es drei höhere Schulen, wovon zwei privat geführt sind.
- Gesundheit: Maswa verfügt über drei Gesundheitszentren und 42 Apotheken.
- Wasser: Die Versorgung ist örtlich sehr unterschiedlich, so haben die Orte Ipililo und Zebeya eine Versorgungsrate von 83 Prozent, Mwang’holo jedoch nur dreizehn Prozent.[9]

| Von der Gesamtfläche von 3398 Quadratkilometer sind 2475 Quadratkilometer für die Landwirtschaft geeignet, 77 Quadratkilometer sind Wald, der Rest ist felsiges Gebiet mit Buschbewuchs. Von den Personen über zehn Jahren waren 64 Prozent beschäftigt, dreizehn Prozent im Haushalt tätig (Kochen, Hygiene, Pflege), siebzehn Prozent in Ausbildung, drei Prozent arbeitslos und drei Prozent nicht arbeitsfähig (Stand 2012). - Landwirtschaft: Ackerbau und Viehzucht sind die wichtigsten wirtschaftlichen Tätigkeiten, 95 Prozent der Haushalte leben davon. Die Hauptanbausorten sind Reis, Süßkartoffeln, Mais, Hirse, Erdnüsse und Maniok. Speziell für den Verkauf werden Baumwolle, Sonnenblumen und Linsen angebaut. Im ländlichen Bereich hielten 96 Prozent der Haushalte Vieh. Die Haustiere mit den größten Stückzahlen waren Geflügel, Rinder, Ziegen und Schafe. In über achtzig Prozent der Anbauflächen werden Ochsen auch als Zugtiere eingesetzt. Auch dient das Vieh als finanzielle Reserve. Bei schlechter Ernte oder für die Finanzierung von Hochzeiten oder Begräbnissen werden Tiere verkauft. | Hier fehlt eine Grafik, die leider im Moment aus technischen Gründen nicht angezeigt werden kann. Wir arbeiten daran! |

| - Produktion: Im Distrikt gibt es vier Konservenfabriken und zwei Baumwollverarbeitungsbetriebe. - Straßen: Maswa verfügt über 1000 Kilometer Straßen. Der Großteil sind Schotter- oder Erdstraßen, die zu 55 Prozent des Jahres befahrbar sind. Die wichtigste Straße ist die Fernstraße von Shinyanga über Bariadi, an Musoma vorbei nach Kenia, die den Distrikt durchquert. - Eisenbahn: Die Zentralbahn von Mwanza nach Daressalaam verläuft durch den Distrikt. In Malampaka gibt es einen kleinen Bahnhof. | Hier fehlt eine Grafik, die leider im Moment aus technischen Gründen nicht angezeigt werden kann. Wir arbeiten daran! |

- Simiyu Regional Profile
- Maswa District Council